# Лукино (Ростиловское муниципальное образование)
Лукино — деревня в Грязовецком районе Вологодской области.
Входит в состав Ростиловского муниципального образования, с точки зрения административно-территориального деления — в Ростиловский сельсовет.
Расстояние по автодороге до районного центра Грязовца — 25,5 км, до центра муниципального образования Ростилово — 18,5 км. Ближайшие населённые пункты — Тимонино, Дядинское, Алферово.
По данным переписи в 2002 году постоянного населения не было.